# Brigitta Martens

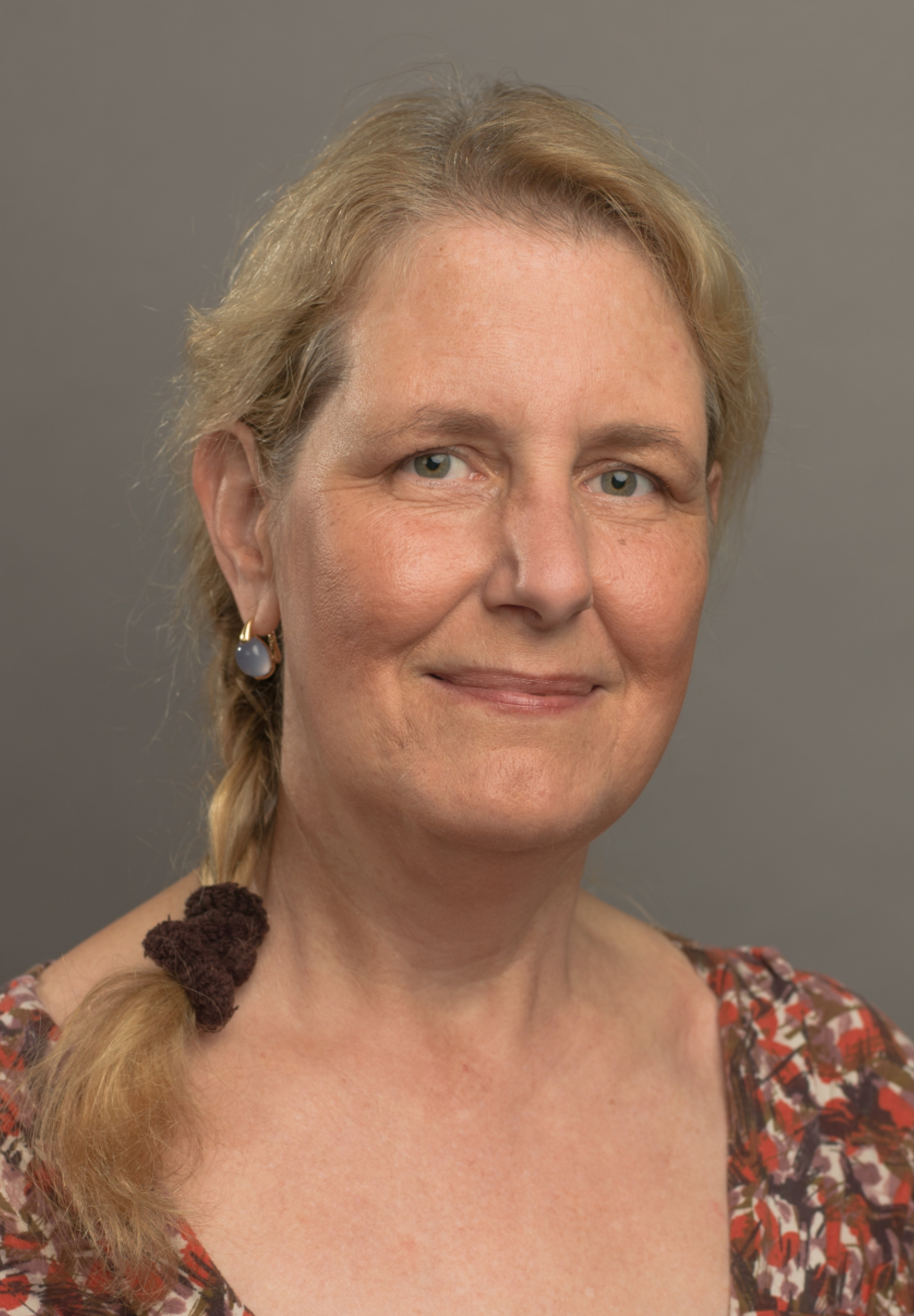
Brigitta Martens (2019)

Brigitta Martens (* 7. April 1961 in Hamburg) ist eine deutsche Kunsthistorikerin und CDU-Politikerin. Sie war von 2004 bis 2008 (18. Wahlperiode) und 2008 bis 2011 (19. Wahlperiode) Mitglied der Hamburgischen Bürgerschaft.

## Beruf und Ausbildung
Brigitta Martens hat 1980 in Hamburg ihr Abitur abgelegt. Sie studierte Jura und machte 1990 ihr erstes Juristisches Staatsexamen. Sie war ab 1994 wissenschaftliche Mitarbeiterin der CDU-Abgeordneten der Hamburgischen Bürgerschaft Antje Blumenthal, ab 2001 dann bei der Bundestagsabgeordneten Antje Blumenthal. Ab 2009 war sie wissenschaftliche Mitarbeiterin der Europa-Abgeordneten Birgit Schnieber-Jastram. Ab 2014 studierte sie Kunstgeschichte an der Universität Hamburg mit Abschluss des Bachelor of Arts mit dem Thema Max Beckmanns „Große graue Wellen“. Die Bedeutung der frühen Meereslandschaft zwischen Impression und Metapher. 2017 setzte sie ihr Studium fort und schloss es 2022 mit dem Master of Arts mit Thema La pittura è inimitabile e unica. Überlegungen zu Leonardo da Vincis Bildkonzept zwischen 1500 und 1510 ab.

## Politik
Martens war bis 2016 Vorsitzende des CDU-Ortsverbandes Hamburg-St. Georg. Sie war von 2001 bis 2004 stellvertretende Vorsitzende der Bezirksversammlung Hamburg-Mitte.
Sie war ab dem 17. März 2004 (18. Legislaturperiode) Mitglied der Hamburgischen Bürgerschaft und als Schriftführerin Mitglied des Präsidiums. In der 18. Legislaturperiode war sie Mitglied im Schulausschuss, Rechtsausschuss und im Kulturausschuss (Schriftführerin seit Juni 2006). Die inhaltliche Schwerpunkte der parlamentarische Arbeit lagen für sie in der Kulturpolitik. In der 19. Legislaturperiode war sie Fachsprecherin der CDU-Fraktion für Kultur.
Bei der Bürgerschaftswahl am 20. Februar 2011 kandidierte Martens auf Platz 15 der CDU-Landesliste als Fachfrau für die Kultur und schaffte allerdings nicht den Wiedereinzug in die Hamburgische Bürgerschaft, da nur zehn Listenplätze Berücksichtigung fanden. Bei der Bürgerschaftswahl 2015 kandidierte sie auf Platz 9 der Landesliste, errang jedoch erneut kein Mandat.
Von 2011 bis 2020 war Brigitta Martens Mitglied des Kuratoriums der Stiftung der Hamburger Kunstsammlungen (SHK) und Mitglied im Kuratorium der Hamburgischen Kulturstiftung.
Seit 2019 ist sie Mitglied im Ausschuss für Musik, Kultur und Kreatives der Bezirksversammlung Hamburg-Mitte und ist für den Bezirk Hamburg-Mitte stellvertretendes Mitglied in der Kunstkommission bei der Behörde für Kultur und Medien.

## Weblink
Ehemalige persönliche Homepage. Archiviert vom Original am 16. Oktober 2016; abgerufen am 17. Februar 2025.